# Rzepnik (potok)
Rzepnik – potok, prawobrzeżny dopływ Skawinki o długości 10,15 km.
Źródła potoku znajdują się w północno-zachodniej części Mogilan, w lesie „Dębina”, w rejonie rezerwatu „Cieszynianka”. Przepływa przez Chorowice, Brzyczynę i Skawinę. Wpada do Skawinki tuż przed jej ujściem do Wisły. Potok meandruje przez łąki i zarośla, podczas dużych opadów groźnie wylewa, zwłaszcza tuż przed swym ujściem do Skawinki, w wyniku cofki Wisły.